# Jean-Baptiste-Bonaventure Roquefort
Jean-Baptiste-Bonaventure Roquefort (* 15. Oktober 1777 in Mons; † 17. Juni 1834 in Lamentin) war ein französischer Musiker, Romanist und Mediävist.

## Leben und Werk
Roquefort war der Sohn eines Grundbesitzers von Saint Domingue, später Haiti. Nach der Schulzeit in Lyon kam er 1792 nach Paris, nahm an den Feldzügen der Revolution teil und ließ sich als Musiklehrer und Schriftsteller in Paris nieder. Sein besonderes Interesse galt der Mediävistik. Nach 1814 nannte er sich « de Roquefort-Flaméricourt ». Er war u. a. Korrespondierendes Mitglied der Göttinger Akademie der Wissenschaften seit 1812. 1833 ging er mit seiner Frau nach Guadeloupe, um dort ein Erbe anzutreten, starb aber wenig später.

## Werke

### Romanistik
- Glossaire de la langue romane, rédigé d’après les manuscrits de la bibliothèque impériale, et d’après ce qui a été imprimé de plus complet en ce genre. Contenant l’étymologie et la signification des mots usités dans les XIe, XIe, XIIIe, XIVe, XVe, et XVIe siècles, 2 Bde., Paris 1808, Genf 1970
- Mémoire sur la nécessité d’un glossaire général de l’ancienne langue française, Paris 1811
- Notice historique et critique du roman de Partonopeus de Bloys, Paris 1811
- De l’état de la poésie française dans les XIIe et XIIIe siècles, Paris 1814, 1821, Genf 1968, Paris 1980 (Preis der Académie des inscriptions et belles-lettres)
- Supplément au Glossaire de la langue française, Paris 1820, Genf 1970
- (Hrsg.) Poésies de Marie de France, poète anglo-normand du XIIIe siècle, ou Recueil de lais, fables et autres productions de cette femme célèbre, 2 Bde., Paris 1820, 1832
- Dictionnaire étymologique de la langue française, où les mots sont classés par familles, 2 Bde., Paris 1829

### Weitere Werke
- Dissertation sur Plaute et ses ouvrages, sur l’état de la comédie chez les Romains, Paris 1815
- (mit Coupé de St Donat) Mémoires pour servir à l’histoire de Charles XIV-Jean, roi de Suède et de Norwège, Paris 1820
- Dictionnaire historique et descriptif des monuments religieux, civils et militaires de Paris, Paris 1826